# Relais 4 × 100 mètres féminin aux Jeux olympiques d'été de 1932 (athlétisme)
Navigation
Amsterdam 1928 Berlin 1936
L'épreuve du relais 4 x 100 mètres aux Jeux olympiques d'été de 1932 s'est déroulée le 7 août 1932 au Memorial Coliseum de Los Angeles, aux États-Unis. La course est remportée par l'équipe américaine, avec seulement 1 m d'avance sur les Canadiennes.

## Résultats
| Rang               | Pays            | Athlètes                                                        | Temps  | Notes |
| ------------------ | --------------- | --------------------------------------------------------------- | ------ | ----- |
| Médaille d'or      | États-Unis      | Mary Carew Evelyn Furtsch Annette Rogers Wilhelmina von Bremen  | 47 s 0 | WR    |
| Médaille d'argent  | Canada          | Mildred Fizzell Lillian Palmer Mary Frizzell Hilda Strike       | 47 s 0 | WR    |
| Médaille de bronze | Grande-Bretagne | Eileen Hiscock Gwendoline Porter Violet Webb Nellie Halstead    | 47 s 6 |       |
| 4                  | Pays-Bas        | Jo Dalmolen Cor Aalten Bep du Mée Tollien Schuurman             | 47 s 7 |       |
| 5                  | Japon           | Mie Muraoka Michiko Nakanishi Asa Dogura Sumiko Watanabe        | 48 s 9 |       |
| 6                  | Allemagne       | Grete Heublein Ellen Braumüller Tilly Fleischer Marie Dollinger | 50 s 0 |       |